# Поткола
Поткола — река в России, протекает в Мурманской области. Устье реки находится в 54 км по левому берегу реки Лотта. Длина реки составляет 20 км, площадь водосборного бассейна 76 км².

## Данные водного реестра
По данным государственного водного реестра России относится к Баренцево-Беломорскому бассейновому округу, водохозяйственный участок реки — Тулома от истока до Верхнетуломского гидроузла, включая Нот-озеро. Речной бассейн реки — бассейны рек Кольского полуострова, впадает в Баренцево море.
Код объекта в государственном водном реестре — 02010000312101000002421.